# Viktor Vasin
Viktor Vladimirovič Vasin (in russo Виктор Владимирович Васин?; Leningrado, 6 ottobre 1988) è un ex calciatore russo, di ruolo difensore.

## Carriera

### Club
Dopo aver giocato principalmente con lo Spartak Nal'čik, il 13 gennaio 2011 si trasferisce al CSKA Mosca.

### Nazionale
Debutta con la nazionale russa il 17 novembre 2010 in Russia-Belgio 0-2.

## Palmarès

### Club

#### Competizioni nazionali
- Coppa di Russia: 2

CSKA Mosca: 2010-2011, 2012-2013
- Campionato russo: 1

CSKA Mosca: 2012-2013
- Supercoppa di Russia: 2

CSKA Mosca: 2013, 2018